# Gloss Drop
Gloss Drop ist das zweite Studioalbum der US-amerikanischen Math-Rock-Band Battles. Es erschien im Juni 2011 auf Warp Records. Die Band kündigte eine Tour an, um das Album zu promoten.
Gloss Drop ist die erste Veröffentlichung der Band, nachdem sich der Sänger Tyondai Braxton von der Band getrennt hatte. Deshalb ist der Großteil des Albums instrumental, doch Gesang wird von vielen Gastperformern geliefert, unter anderem dem Elektromusiker Gary Numan und Kazo Makino von der amerikanischen Dream-Pop-Band Blonde Redhead.
Ice Cream war die erste Single vom Album. Sie wurde am 23. Mai 2011 veröffentlicht, sowohl digital wie auf 12-Inch-Vinyl. Die Vinylversion war auf 3000 Kopien limitiert und wurde in drei verschiedenen „Geschmacksrichtungen“ veröffentlicht. Das Regiekollektiv CANADA aus Barcelona produzierte für das Lied ein Musikvideo. Die Single beinhaltet als B-Seiten die Songs „Black Sundome“ und eine instrumentelle Version von „Ice Cream“.

## Titelliste
Alle Lieder sind von Battles und, sofern nicht anders vermerkt, instrumental.
1. „Africastle“ – 5.45
2. „Ice Cream“ – 4.37 (mit Matias Aguayo)
3. „Futura“ – 6.17
4. „Inchworm“ – 4.52
5. „Wall Street“ – 5.25
6. „My Machines“ – 3.55 (mit Gary Numan)
7. „Dominican Fade“ – 1.48
8. „Sweetie & Shag“ – 3.50 (mit Kazu Makino)
9. „Toddler“ – 1.11
10. „Rolls Bayce“ – 2.06
11. „White Electric“ – 6.14
12. „Sundome“ – 7.47 (mit Yamantaka Eye)